# Aybi Era
Aybi Era (* 15. August 1990 in West-Berlin) ist eine deutsch-türkische Schauspielerin.

## Leben
Aybi Era absolvierte von 2014 bis 2017 die Schule für Schauspiel Hamburg. 
Während der Ausbildung verkörperte sie an der Studiobühne unter anderem die Titelrolle in Rotkäppchen, die Hermia im Sommernachtstraum und Stella in Endstation Sehnsucht. Workshops besuchte sie bei Oliver Elias und Jens Roth.
Ab Juni 2018 stand sie für Dreharbeiten zur ZDF-Serie Notruf Hafenkante vor der Kamera, in der sie ab der 14. Staffel (Folge Erster Einsatz) an der Seite von Marc Barthel als Kristian „Kris“ Freiberg die Rolle der aus Berlin-Neukölln stammenden Polizistin Pinar Aslan verkörperte. In der Serie bildeten die beiden das dritte Ermittlerteam und folgten Tarik Coban und Claudia Fischer, dargestellt von Serhat Çokgezen und Janette Rauch, nach. Im September 2021 wurde der Ausstieg von Aybi Era aus der Serie Notruf Hafenkante bekannt. Der letzte Auftritt erfolgte in der im April 2022 veröffentlichten Folge 28 Letzte Warnung der 16. Staffel.
In der Fernsehserie Familie Dr. Kleist hatte sie 2019 eine Episodenrolle in der Folge Heiraten für Fortgeschrittene als Sina Drechsler, in der ZDF-Culture-Clash-Komödie Matze, Kebab und Sauerkraut war sie 2020 als Annuk zu sehen. Anfang 2021 drehte sie für die ZDF-Liebeskomödie Alice im Weihnachtsland, in der sie die Titelrolle der Hamburger Köchin Alice übernahm. In der im Herbst 2022 veröffentlichten ZDFneo-Mystery-Serie Another Monday mit Alina Stiegler verkörperte sie deren Kollegin Nazan Sawari. Ab der Folge Zwischen den Welten der ZDF-Krimiserie Jenseits der Spree übernahm sie an der Seite von Jürgen Vogel die Rolle der Kriminalhauptkommissarin Mavi Neumann.
In dem auf der Berlinale 2023 uraufgeführten Mystery-Thriller Im toten Winkel von Ayşe Polat mit Katja Bürkle spielte sie die Rolle der Übersetzerin Leyla. In der Folge Unter Feuer der Krimireihe Tatort (2024) verkörperte sie die Rolle der Polizistin Leila Demiray.
Neben Deutsch spricht sie als zweite Muttersprache Türkisch.

## Filmografie (Auswahl)
- 2015: Cold Comfort (Kurzfilm)
- 2016: Be Inside (Kurzfilm)
- 2017: Touched (Kurzfilm)
- 2019: Familie Dr. Kleist – Heiraten für Fortgeschrittene (Fernsehserie)
- 2019–2022: Notruf Hafenkante (Fernsehserie, 52 Folgen)
- 2020: Matze, Kebab und Sauerkraut (Fernsehfilm)
- 2021: Alice im Weihnachtsland (Fernsehfilm)
- 2022: Another Monday (Fernsehserie, 5 Folgen)
- 2022: Großstadtrevier (Fernsehserie, Folge Blitzbirnen und Autobumser)
- seit 2022: Jenseits der Spree (Fernsehserie)
- 2023: Im toten Winkel
- 2023: Die Whistleblowerin (Fernsehfilm)
- 2024: Die Chefin (Fernsehserie, Folge Dunkelfeld)
- 2024: Großstadtförsterin – Berliner Besonderheiten (Fernsehfilm)
- 2024: Tatort: Unter Feuer (Fernsehreihe)
- 2024: Hallo Spencer – Der Film (Fernsehfilm)
- 2025: Morden im Norden (Fernsehfilm, Folge Mein Herz schreit)